# Fantastic Four (2015)
Fantastic Four (Eigenschreibweise: FANT4STIC) ist ein US-amerikanischer Science-Fiction-Actionfilm aus dem Jahr 2015. Die Comicverfilmung basiert auf der Comicreihe Die Fantastischen Vier. Regie führte Josh Trank, der zusammen mit Simon Kinberg und Jeremy Slater auch das Drehbuch schrieb. Der Film hatte am 4. August 2015 in den Williamsburg Cinemas in Brooklyn (New York) in Anwesenheit der vier Hauptdarsteller seine Red-Carpet-Premiere und lief am 7. August 2015 in den US-Kinos an. Die Deutschlandpremiere war am 13. August 2015.

## Handlung
Der intelligente Reed Richards beschäftigte sich schon in seiner Kindheit mit der Teleportation. Entdeckt durch Prof. Franklin Storm wird Reed Teil eines Teams der Baxter Foundation, die teilweise durch das US-Militär finanziert wird. Dort lernt Reed Franklin Storms Kinder Susan und Johnny kennen. Gemeinsam arbeiten sie am Quantum Gate, das von einem ehemaligen Schützling von Franklin Storm namens Victor von Doom entwickelt wurde, der wenig später wieder zurückkehrt.
Mit Reeds Hilfe wird der Teleporter vollendet der eine Verbindung in eine neue Welt herstellt. Allerdings will das Militär unter Dr. Allen ein eigenes Team durchschicken und verweigert den Entwicklern die Benutzung. Reed, Johnny, Victor aber gehen ohne Erlaubnis durch das Tor, zusammen mit Reeds Schulfreund Ben Grimm. Angekommen auf Planet Zero versucht Victor Bodenproben zu entnehmen, was aber zu einer Lavaeruption und dem scheinbaren Tod Victors führt. Die restlichen drei retten sich mit der Hilfe Susans durch das Quantum Gate auf die Erde zurück. Durch eine Explosion werden die Reisenden auf molekularer Ebene durch Substanzen von Planet Zero verändert: Reed wird extrem dehnbar, Susan erlangt die Fähigkeit, sich unsichtbar zu machen und Kraftfelder zu erzeugen, ihr jüngerer Bruder Johnny kann Feuer kontrollieren, sich selbst entzünden und auf diese Weise auch fliegen und Ben wird zum steinernen Muskelprotz. Reed sieht sich als Verantwortlichen für die Katastrophe und flieht aus der Anlage, um eine Heilung für sich und seine Freunde zu finden, während diese für das Militär arbeiten.
Ein Jahr später wird Reed in Mittelamerika durch Ben gefangen genommen und nach Area 57 gebracht, wo Dr. Allen mit Hilfe von Reed nochmals einen Zugang zum Planeten Zero herstellen will. Ein Team von Dr. Allens Männern reist durch das Tor und findet dort Victor von Doom vor, der mit seinem Schutzanzug verschmolzen ist und ebenfalls außergewöhnliche Kräfte entwickelt hat. Er wird zurück auf die Erde gebracht, entkommt allerdings und tötet unter anderem Dr. Allen und Prof. Storm. Gezeichnet durch seine Zeit auf Planet Zero und seinen Hass auf die Menschen, beschließt von Doom, die Erde zu zerstören. Dazu reist er wieder auf Planet Zero, wo er einen riesigen Teleporter gebaut hat, der aktiviert wird und anfängt, die Erde zu verzehren. Reed und die anderen sind von Doom zurück gefolgt und stellen ihn zum Kampf. Schließlich wird von Doom besiegt, indem er in den Energiestrahl seines Teleporters geworfen wird, wo er sich auflöst.
Wieder auf der Erde werden die vier gefeiert und vom Militär mit einer neuen Basis belohnt. Sie beschließen ihre Kräfte für die Menschheit einzusetzen und nennen sich die Fantastic Four.

## Hintergrund
Der Film orientiert sich nicht an den klassischen Abenteuern der Fantastischen Vier, sondern an einer Neuinterpretation des Teams aus der Comicreihe Ultimate Fantastic Four, die zwischen 2004 und 2009 erschien. Darin sind die Protagonisten wesentlich jünger und erhalten ihre Kräfte nicht durch einen Raumflug, sondern durch die Reise in eine andere Dimension.

### Besetzung
Die Rolle des Ben Grimm wurde mit Jamie Bell besetzt, der in Billy Elliot – I Will Dance den titelgebenden Protagonisten verkörperte. Kate Mara, die in House of Cards die ehrgeizige Reporterin Zoe Barnes spielte, schlüpfte in die Rolle von Susan Storm. Miles Teller, der als Jason in Rabbit Hole neben Nicole Kidman spielte, verkörpert Reed Richards. Michael B. Jordan, der in Nächster Halt: Fruitvale Station die letzten 24 Stunden des Oscar Grant zeigte, übernahm die Rolle von Johnny Storm.

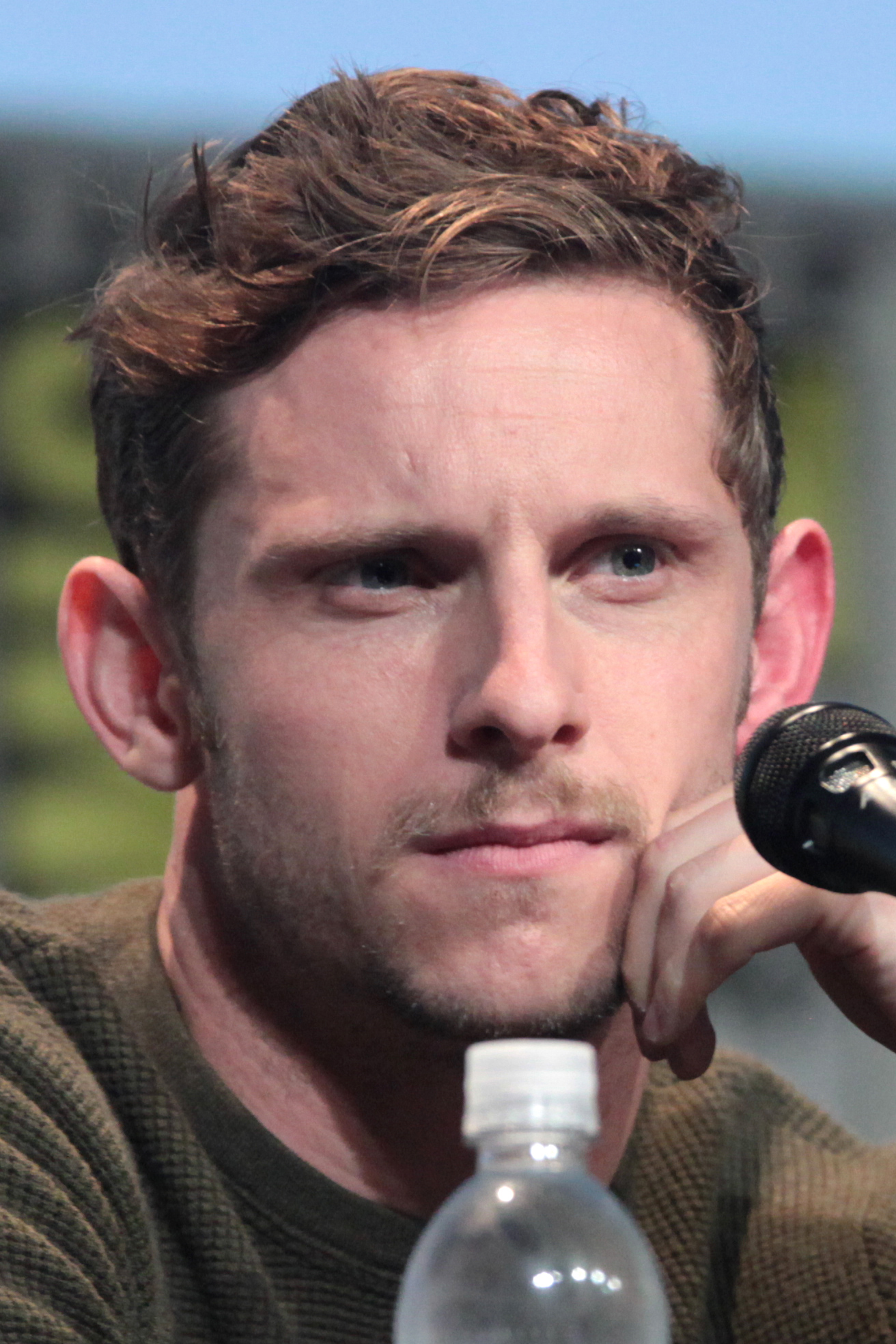
Ben Grimm: Jamie Bell (2015)
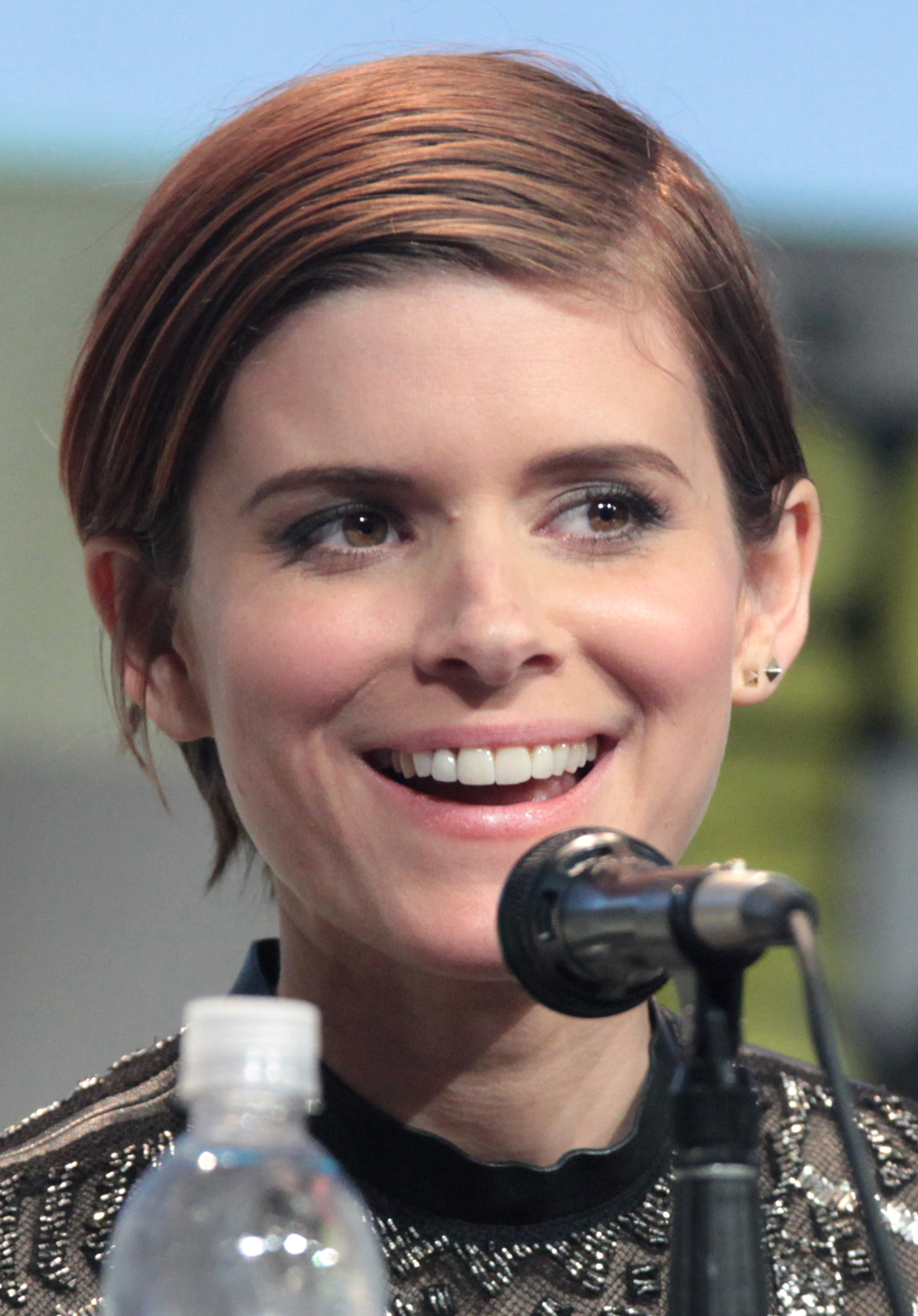
Sue Storm: Kate Mara (2015)
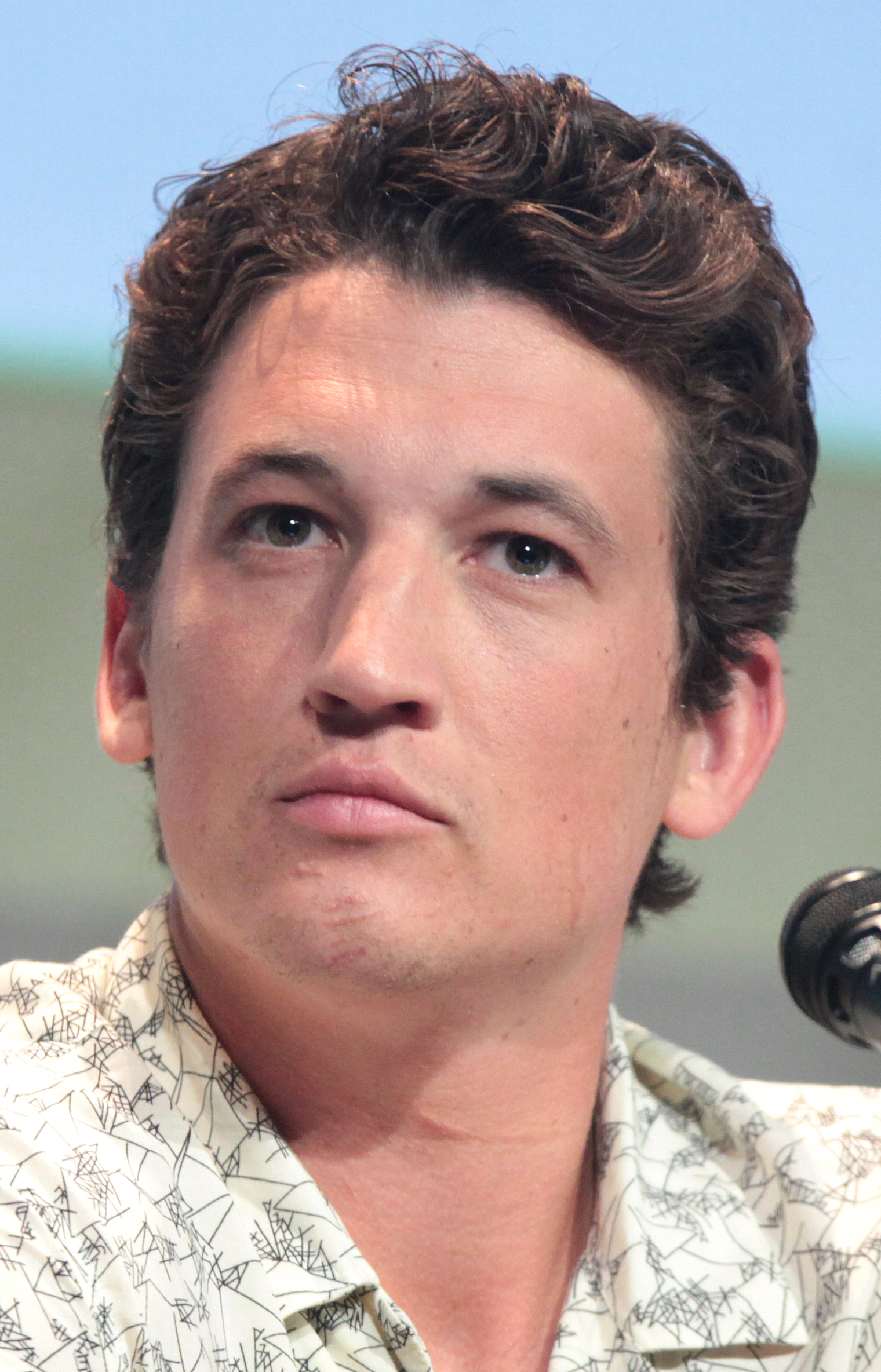
Reed Richards: Miles Teller (2015)
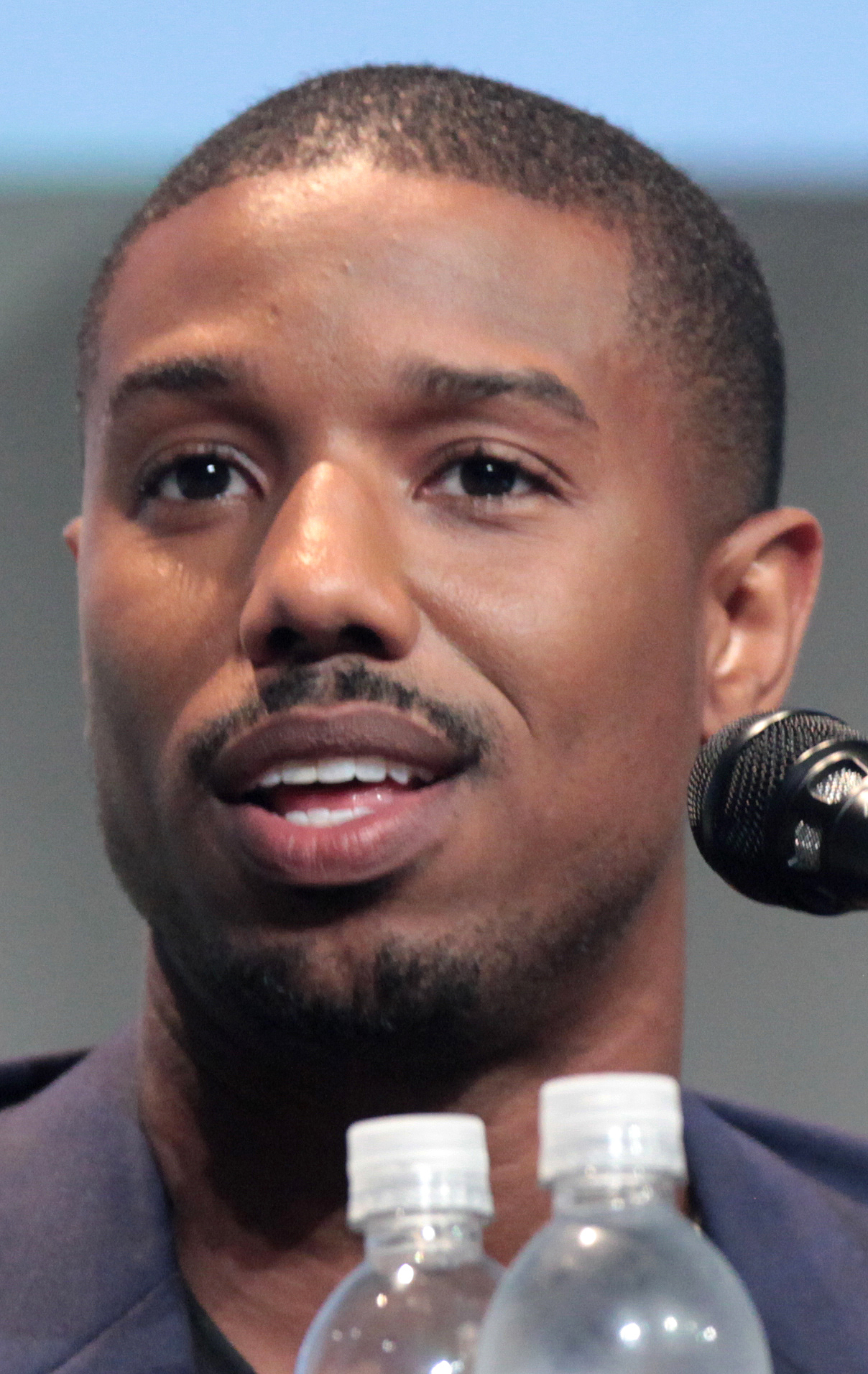
Johnny Storm: Michael B. Jordan (2015)
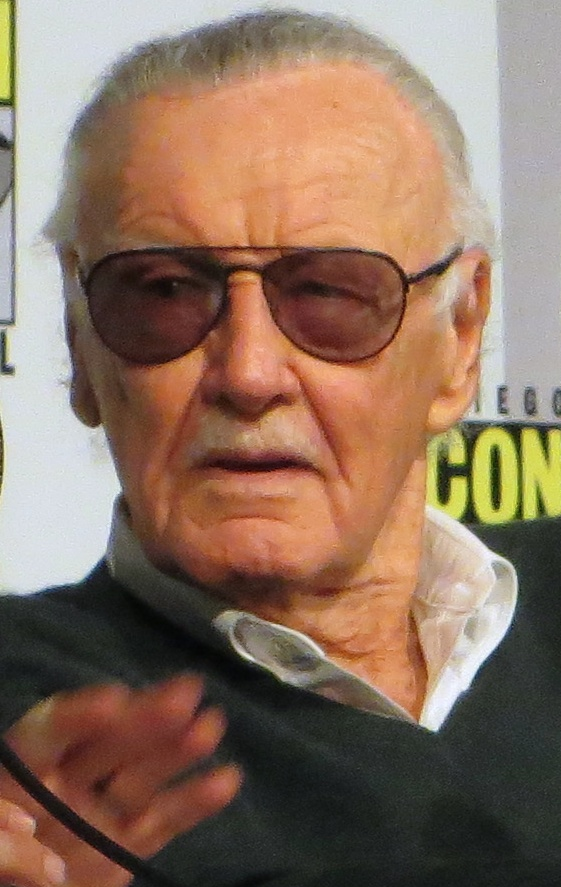
Der Schöpfer der Fantastic Four: Stan Lee (2015)

### Dreharbeiten
Die Dreharbeiten zu Fantastic Four begannen am 21. April 2014 und endeten am 3. August 2014. Die Regie der Neuverfilmung des Marvel-Franchise übernahm Josh Trank, der bereits für Chronicle – Wozu bist du fähig? arbeitete. Trank hatte ein Budget von 122 Mio. US-Dollar zur Verfügung und besetzte den Film mit vier recht neuen Darstellern. Teller und Jordan standen bereits im Film Für immer Single? gemeinsam vor der Kamera.

### Verwertungsangaben
Im Juli 2015 wurde bekannt, dass eine ursprünglich geplante und beworbene 3-D-Konvertierung abgesagt wurde.

## Rezeption

### Kritiken
Die Bekanntgabe der Besetzung der Hauptrollen löste heftige Diskussionen aus, weil Johnny Storm mit dem Afroamerikaner Michael B. Jordan und Das Ding mit dem etwa 1,70 m großen Jamie Bell besetzt wurde und dies unter Comic-Fans als unpassend betrachtet wird. Regisseur Josh Trank entgegnete, dass Fans, Comic-Schaffende und Filmemacher neuen Interpretationen gegenüber offen sein sollten. Im April 2015 erhielten die vier Hauptdarsteller den CinemaCon Ensemble Award des Verbandes der amerikanischen Kino-Betreiber NATO.
Gregor Wossilus von Kino Kino nannte den Film einen „fantastic fail“. Der Film sei gewiss ambitioniert, aber komplett unstimmig. Er finde nie den rechten Ton: „Der Film braucht inhaltlich viel zu lange, bis die Superhelden-Action endlich los geht. Richtig verstörend wird es, als Bösewicht Doom schließlich auf die Erde zurückkehrt und reihenweise Köpfe zerplatzen lässt. Diese visuelle Gewalt will nicht zum eigentlich stets augenzwinkernden Marvel-Kinokosmos passen.“ Nicht zuletzt kämpfe der Film mit seinem Timing: „Vorher stets mit angezogener Handbremse dahinplätschernd, hetzt der Film geradezu durch den finalen Kampf gegen Doom, bei dem die Freunde schließlich zur eingeschweißten Superhelden-Clique reifen.“
Auch Dietmar Dath gab dem Film eine vernichtende Kritik:

„… Der Film ist also mit Recht, wie man erfährt, ein katastrophaler kommerzieller Rohrkrepierer, dem zum wenigstens spektakulär großen Bockmist obendrein insgesamt fehlt, was ein Film nach dem gleichnamigen Comic von Stan Lee und Jack Kirby vor allem haben müsste, um der Kunst dieser beiden wenigstens im Scheitern gerecht zu werden: Größe.“

### Einspielergebnis
Am ersten Kinowochenende spielte Fantastic Four weltweit etwa 60 Mio. US-Dollar ein. Insbesondere das US-Ergebnis des ersten Wochenendes von nur 26 Mio. US-Dollar war für einen Blockbuster dieser Größe enttäuschend. Mit einem so geringen Einspielergebnis am ersten Wochenende gilt der Film, dessen Produktions- und Marketing-Budget geschätzt über 200 Mio. US-Dollar beträgt, als Flop. Der Hollywood Reporter schätzt die Verluste auf 80 bis 100 Mio. US-Dollar.

### Auszeichnungen
Goldene Himbeere 2016
Gewonnen
- Schlechtester Film
- Schlechteste Regie: Josh Trank (& Alan Smithee?)[13]
- Schlechteste Neuverfilmung oder Fortsetzung

Nominiert
- Schlechtestes Drehbuch
- Schlechteste Filmpaarung: Alle vier „Fantastics“

Teen Choice Awards 2016
- Nominierung in der Kategorie Choice Movie: Sci-Fi/Fantasy[14]

## Fortsetzungen
Fantastic Four erzählt die Geschichte der Fantastischen Vier neu und ist damit keine Fortsetzung der Filme Fantastic Four (2005) und Fantastic Four: Rise of the Silver Surfer (2007). 20th Century Fox hatte ursprünglich geplant, mit der Neuverfilmung einen Neustart der Fantastic-Four-Filmreihe zu initiieren. Aufgrund des wirtschaftlichen Misserfolgs von Fantastic Four wurde jedoch der ursprünglich für 9. Juni 2017 vorgesehene Starttermin der Fortsetzung gestrichen.